# Luana Moura
Luana Verucia de Moura (Rio Grande do Sul, 20 de outubro de 1995), é futebolista brasileira e atua como ala\fixo no Taboão Magnus.

## Carreira
Natural de Nonoai, Rio Grande do Sul, a atleta teve contato com o futsal na escola. Ganhando destaque rapidamente pelo seu talento, Luana foi contratada apenas com 14 anos pelo time Female Futsal. No clube Female, Luana disputou o estadual sub15 e sub17 em 2010. Depois, ficou cinco temporadas no Barateiro, onde se destacou e recebeu a primeira convocação para a Seleção. Em 2016, foi chamada para jogar pelo Taboão Magnus e conhecer o futsal paulista. 
A atleta Luana Verucia de Moura foi eleita a craque da  VI Copa do Brasil Sicredi de Futsal – Adulto / Feminino, em 2022.
Luana fez parte do elenco campeão da Taça Brasil de Futsal Feminina, em 2023. No mesmo ano, disputou e ganhou mais duas competições, sendo elas, a Copa América Feminina e o Torneio Internacional de Xanxerê Futsal feminino.